# Codex Coislinianus (Neues Testament)
Codex Coislinianus (Gregory-Aland no. Hp oder 015; von Soden α 1022) ist eine griechische Handschrift der Paulusbriefe, die auf das 6. Jahrhundert datiert wird.

## Beschreibung
Der Codex Coislinianus besteht aus 41 beschriebenen Pergamentblättern (30 × 25 cm). Der aus dem Fonds Coislin stammende Codex wird in der Bibliothèque nationale de France in Paris und in sieben anderen Bibliotheken aufbewahrt (Athos, Kiew, Sankt Petersburg, Moskau, Turin).
Der griechische Text des Codex Coislinianus repräsentiert den alexandrinischen Texttyp. Der Text des Codex wird der Kategorie III zugeordnet.
2 Kor 10,7 αφ ] εφ
2 Kor 10,8 τε ] omit
2 Kor 11,1 αφροσυνης ] τη αφροσυνη
2 Kor 11,3 και της αγνοτητος ] omit
2 Kor 11,30 μου ] omit
2 Kor 12,3 χωρις ] εκτος
Gal 1,3 ημων και κυριου ] και κυριου ημων
Die Handschrift wurde durch Johann Jakob Griesbach (1745–1812), Kirsopp Lake (1872–1946) und Henri Omont (1857–1940) untersucht.